# Småfläckig rödhaj
Småfläckig rödhaj (Scyliorhinus canicula) är en liten haj i familjen rödhajar som förekommer i nordöstra Atlanten och är vanlig vid Västkusten.

## Utseende
Den småfläckiga rödhajen är en liten haj med ryggfenorna placerade mycket långt bak. Färgen på ovansidan är rödaktig till ljusbrun med flera små, mörka fläckar. Den kan även ha mer spridda, vita fläckar samt otydliga, mörka, sadelformade markeringar över ryggen. Arten kan bli upp till 100 cm lång, i Medelhavet upp till 60 cm.

## Vanor
Småfläckig rödhaj vistas vid kontinentalhyllorna och dess övre sluttningar på djup från 10 meter ner till 400 meter, djupare (ner till 780 meter) i Medelhavet. Den är dock vanligast på djup ner till 110 meter , åtminstone utanför Medelhavet. Den småfläckiga rödhajen är framför allt en bottenlevande, nattaktiv art som främst lever på sand- grus- koralltäckta eller gyttjiga bottnar, gärna algbevuxna. Den kan emellertid också återfinnas pelagiskt. Födan utgörs av blötdjur, kräftdjur, små bläckfiskar, havsborstmaskar och små benfiskar (i synnerhet sill). Den kan även ta döda fiskar. Det är inte ovanligt att den fördelar sig i enkönade stim.

## Fortplantning

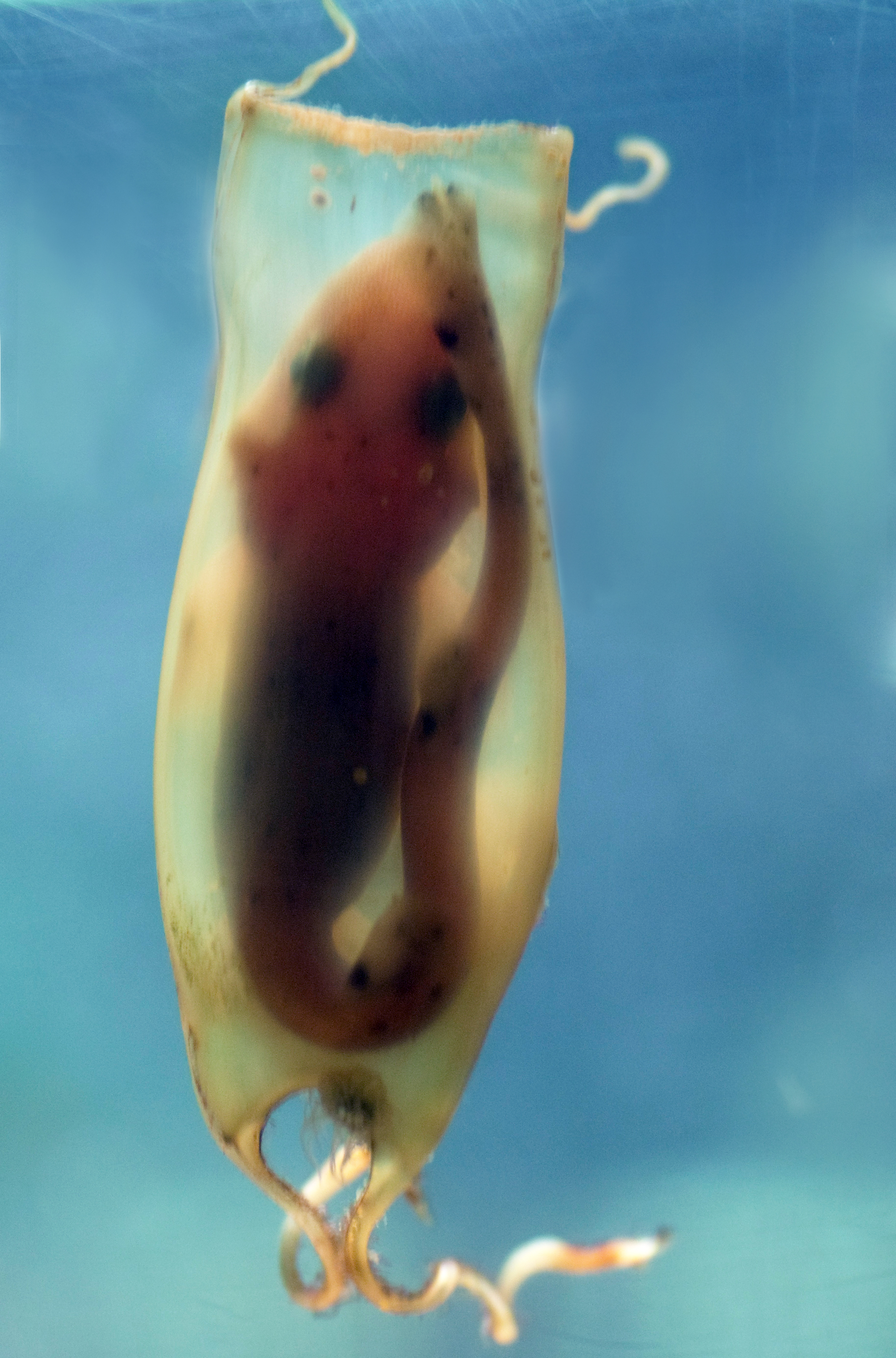
Embryo i äggkapsel

Den är en äggläggande art och som alla andra hajar har den inre befruktning. Äggkapslarnas trådar i hörnen kan utdragna bli meterlånga. Honan använder dem för att förankra kapseln vid lämpliga föremål i havsbottnen under äggläggningen. Arten har ingen speciell lektid utan parar sig under hela året. Äggkapslarna läggs emellertid under november till juli på fasta underlag med mossdjur, alger och svampdjur. De kläcks efter 8 till 9 månader. Ynglen och ungfiskarna lever vanligen på grunt vatten.

## Utbredning
Småfläckig rödhaj förekommer i nordöstra Atlanten från norska kusten och Brittiska öarna, inkluderande Shetlandsöarna, via Medelhavet (dock endast tillfälligtvis i Svarta havet) till Senegal och troligtvis Elfenbenskusten. Näst efter pigghaj är den i svenska vatten den vanligaste hajen.

## Kommersiellt utnyttjande
Den småfläckiga rödhajen har numera blivit mer uppskattad som matfisk, Vidare används den som industrifisk på grund av sin oljerika lever och sin hud som gärna utnyttjas som läder.
Arten är ofta bifångst vid fiske efter andra arter. Det är emellertid sedan 2004 förbjudet att fiska den i svenska vatten.